# Focaccia novese

La focaccia novese est un pain de forme plate et cuit au four, une variante de la focaccia de Gênes originaire de Novi Ligure qui est caractérisée par l'addition de saindoux.
Elle est reconnue comme produit alimentaire traditionnel du Piémont et la région a demandé l'indication géographique protégée (IGP).

## Ingrédients
- Farine de blé
- Eau
- Huile d'olive extra vierge
- Saindoux
- Levure
- Sel
- Extrait de malt